# حسين براك الدوسري
حسين براك هادي حسين الحضيري الدوسري من مواليد دولة الكويت في عام 1957 ، نائب سابق في مجلس الامة الكويتي ، شارك في انتخابات مجلس الأمة الكويتي عام 1996 وفاز بالعضوية عن الدائرة الرابعة والعشرون - الفحيحيل - وحصل علي (1970) صوت، حاصل علي دبلوم علوم عسكرية.وحصل على ليسانس حقوق